# Limnornis curvirostris
La pajonalera piquicurva (Limnornis curvirostris), también denominada pajonalera pico curvo, pajera de pico curvo,  o pajerita, es una especie de ave paseriforme de la familia Furnariidae, la única del género Limnornis. Es nativa de América del Sur, al noreste del Cono Sur.

## Distribución y hábitat
Se distribuye en el extremo sureste de Brasil (litoral de Río Grande do Sul), sur de Uruguay y extremo oriental de Argentina (Entre Ríos, este de Buenos Aires).
Esta especie es considerada localmente bastante común en terrenos pantanosos con juncales, especialmente donde son extensos y donde son marginales a grandes lagunas costeras, abajo de los 100 m de altitud.

## Descripción
Mide entre 15 y 17 cm de longitud y pesa entre 27 y 30 g El iris es pardo, el pico, bastante largo y curvado, es negruzco con la base de la mandíbula más claro. Las patas son grises. Por arriba es castaño, con una lista superciliar blanquecina. La garganta es blanca y la ventral blanquecina con tono ocráceo. Las alas son pardas y castañas y la cola, bastante corta, es castaña.

## Comportamiento
Anda solitario o en pareja, saltitando entre los juncos, que parece nunca abandonar, y casi siempre difícil de ser visto.

### Alimentación
En su dieta se registran insectos: coleópteros (Chrysomelidae), himenópteros (Formicidae), ortópteros
(Acrididae).

### Reproducción
La nidificación ocurre entre los meses de septiembre y diciembre. Construye un nido cerrado, redondeado u ovoidal, con entrada lateral. Emplea fibras vegetales y acolcha la base de la cámara con materiales suaves. La puesta es de dos, a veces tres huevos verde azulados, que miden en promedio 25 x 18 mm. Sufre parasitismo de puesta por el tordo renegrido (Molothrus bonariensis).

### Vocalización
Durante la estación reproductiva, emite un canto sonoro, desde una posición de ventaja, que es una serie rápida de notas ásperas y estridentes que levantan al comienzo para después decaer y debilitar, por ejemplo, «dr-rrrrrri-di-di-di-dr-rrrrriu».

### Depredadores
Se observaron adultos siendo depredados por la lechuza de campanario (Tyto furcata).

## Sistemática

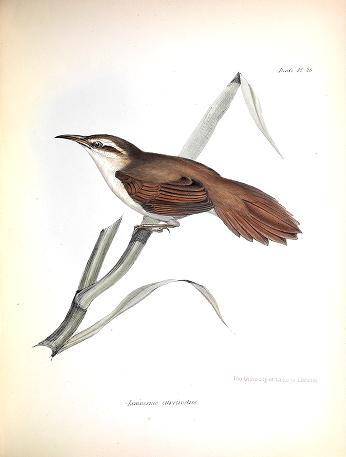
Limnornis curvirostris, ilustración de John Gould en The zoology of the voyage of H.M.S. Beagle, 1841.

### Descripción original
La especie L. curvirostris y el género Limnornis fueron descritos por primera vez por el naturalista  británico John Gould en 1839 bajo el mismo nombre científico; localidad tipo «Maldonado, Uruguay».

### Etimología
El nombre genérico masculino «Limnornis» deriva del griego «limnē»: pantano, y «ornis, ornithos»: pájaro; significando «pájaro de los pantanos»; y el nombre de la especie «curvirostris», proviene del latín «curvus»: curvado  y «rostris»: de pico; significando «de pico curvo».

### Taxonomía
Anteriormente también se incluyó en este género a la pajonalera piquirrecta (Limnoctites rectirostris), que es superficialmente similar, pero las pruebas genéticas indican que está más cercana a los miembros del género Cranioleuca que a la presente especie. Difieren marcadamente en la estructura de la cola, en el material del nido, y en los huevos de color azul verdoso de la presente (inusual dentro de la familia). Es monotípica.